# 周鳳翧
周鳳翧（?—?），字若雲，贵州綏陽人，清朝官员，同進士出身。

## 生平
乾隆二年（1737年）清高宗登極丁巳恩科進士，三甲一百九十二名，后事不詳。